# オアシス・マネジメント
オアシス・マネジメント・カンパニー（英語:  Oasis Management Company Ltd.）は、香港を拠点とするアクティビストである。2002年にセス・フィッシャーが設立する。香港、東京、オースティンに事務所を構え、専門職が40名以上在籍する。

## 概要
創業者で最高投資責任者(CIO) を務めるセス・フィッシャーは、ニューヨークのイェシーバー大学を1993年に卒業後、イスラエル国防軍に勤務する。1995年からアメリカ合衆国のヘッジファンドであるハイブリッジ・キャピタル・マネジメント でアジア投資業務に従事したのち、2002年に当社を設立する。
「物言う株主」として知られ、2020年6月に「オアシス・ジャパン・ストラテジック・ファンド」を設立して大半を日本株式で運用する。おもに割安で放置されていることに相応の原因がある企業を対象として、コーポレート・ガバナンス改善のためエンゲージメント（対話）と称する面談を経営陣に要求し、提案が受け入れられない場合は株主総会やマスメディアに対し、論拠を揃えてガバナンス欠如の主張を展開する。
2011年9月15日、香港証券先物委員会はオアシス・マネジメントおよびセス・フィッシャーに対し、2006年に日本の証券市場で日本航空の公募増資における相場操縦が業者としての適格性を欠くとして、ともに戒告処分と制裁金750万香港ドルを課したと発表した。
サン電子で2019年3月に大株主となると、2020年1月に業績不振を理由に元社長の山口正則ら4人の取締役解任を要求してプロキシーファイト（委任状争奪戦）となる。オアシスの提案が賛成過半数で可決されて2020年4月に4人は解任となる。
2020年10月に、東京ドームは「非効率的な経営を続けている」と社長の長岡勤ら3人の取締役解任を要求し、株式公開買い付け (TOB) を示唆する。読売新聞グループ本社の仲介で三井不動産が東京ドームを完全子会社化することを表明すると、一転して三井不動産のTOBに応じて保有株式を売却し、撤退する。
2022年6月に筆頭株主となったフジテックの株主総会で、創業家出身の社長である内山高一の再任反対を画策し、特設サイトを開設し、61ページのプレゼンテーション資料を整える。内山個人が所有する法人へフジテックの不適切な貸付、内山家が所有する不動産の一覧と推定価格、20年以上前の有価証券報告書から貸付記録を遡及、フジテックの作業着を着た人物に自宅を清掃させている写真など、通常の公開情報から追及するアクティビストの活動を超えた資料を作成し、市場関係者は「まるで探偵のよう」と評する。フジテックは当初「企業統治に問題ない」と主張するも、インスティテューショナル・シェアホルダー・サービシーズやグラス・ルイスなどの議決権行使助言会社が社長再任反対を推奨し、フジテックは第三者委員会の設置を確約する。2023年2月の臨時株主総会は、直前に引頭麻実取締役が辞任し、総会を欠席した山添茂取締役会議長らは取締役を解任され、会社提案による海部美知らの取締役選任案は否決されたが、三品和広取締役らの解任議案は否決された。
東洋製罐の株主総会で、「気候関連財務情報開示タスクフォース」(TCFD) を踏まえた経営戦略等を記載した計画を年次報告書で開示する旨の定款変更議案を提出するなど、環境アクティビストの側面も見られる。日本は環境・社会・企業統治 (ESGs) に関する株主提案が少ないが、フィッシャーは「気候変動はグローバルな現象であり、提案は日本でも増えてくる」として、今後もESGsに関する株主提案を行う姿勢を示している。
この他、2024年9月時点で熊谷組やライフネット生命保険、北越コーポレーション、クスリのアオキホールディングス、ACSL、日本電気（NEC）、アインホールディングス、花王、小林製薬、パソナグループ、セーレンなどの株式も大量保有していることが報じられている。また、過去にはパナホーム（現・パナソニック ホームズ）やファミリーマート、島忠、ココカラファイン（現・ココカラファイングループ）、大正製薬ホールディングス、ツルハホールディングスの株式も保有していたことが明らかとなっている。

## 脚註
1. ↑  “アクティビストファンドの「オアシス・マネジメント」とは”. M&Aオンライン (2020年4月21日). 2020年4月21日閲覧。
2. 1 2  山下耕太郎 (2021年9月28日). “東芝や東京ドームのTOBで存在感を示したオアシス・マネジメントとは”. アクティビストタイムズ.   マネックス証券. 2021年9月28日閲覧。
3. 1 2  竹田幸平 (2021年9月28日). “「社外取は経営陣に挑戦せよ！」海外大物アクティビスト激白、次の標的企業は？”. ダイヤモンドオンライン. 2021年9月28日閲覧。
4. ↑  “日航株相場操縦の疑い、香港で摘発　監視委と連携”. 日本経済新聞 (2011年9月15日). 2023年9月7日閲覧。
5. ↑  “香港当局が運用会社などに制裁金、ＪＡＬ公募増資で「見せ玉」の相場操縦＝監視委”. ロイター (2011年9月15日). 2023年9月7日閲覧。
6. ↑  “香港の資産運用会社等による不公正取引事案について”. ビジネス法務 2012.2. 2023年9月7日閲覧。
7. ↑  “オアシスから臨時総会請求、サン電子 業績不振受け”. 日本経済新聞 (2020年1月23日). 2023年1月9日閲覧。
8. ↑  田島靖久, 野中大樹 (2020年4月7日). “サン電子の総会前に直言！｢物言う株主｣の本音”. 東洋経済新報. 2023年1月9日閲覧。
9. ↑  奥貴史 (2020年4月8日). “株主側が今年初勝利、サン電子で取締役4人解任”. 日経ビジネス. 2023年1月9日閲覧。
10. 1 2  “オアシス、東京ドームに社長ら取締役3人解任要求 株主提案”. 日本経済新聞 (2020年10月19日). 2023年1月9日閲覧。
11. ↑  一井純 (2020年11月28日). “三井不動産､｢東京ドーム買収劇｣までの内幕”. 東洋経済新報. 2023年1月9日閲覧。
12. ↑  “三井不動産の東京ドーム買収、大株主香港ファンドが賛同”. 朝日新聞 (2020年12月8日). 2023年1月9日閲覧。
13. ↑  “東京ドームのＴＯＢ成立…三井不動産、完全子会社化へ”. 読売新聞 (2021年1月19日). 2023年1月9日閲覧。
14. ↑   藤原 宏成 (2022年6月23日). “フジテックの総会で注目､モノ言う株主の｢荒技｣ 独自調査による反対運動は広がりをみせるか”. 東洋経済オンライン. 2022年6月23日閲覧。
15. ↑  フジテック臨時株主総会、社外取締役3人解任　ファンド提案の4人選任ロイター2023年2月24日
16. ↑  フジテック、社外取締役3人解任　総会で株主提案可決 新任の4人可決　会社提案の2人は否決日本経済新聞2023年2月24日 11:39
17. ↑   平井 義則 (2022年6月23日). “フジ【第3回】「ESGアクティビズム」の台頭と企業に求められる株主対応～増加するESG関連の株主提案”. MARRオンライン. 2022年6月23日閲覧。
18. ↑   “オアシスCIO、脱炭素関連の株主提案「ESGの効果注視」”. 日本経済新聞. (2021年6月10日) 2022年6月23日閲覧。 {{cite news}}: |accessdate=の日付が不正です。 (説明)⚠
19. ↑  “オアシス、熊谷組株の大量保有を報告 社長再任に反対呼びかけ”. ロイター通信. (2023年5月29日) 2023年6月22日閲覧。
20. ↑  “オアシス、ライフネット株6.5％を保有＝報告書”. ロイター通信. (2023年5月31日) 2023年6月22日閲覧。
21. ↑  有森隆 (2023年7月19日). “北越コーポレーション（上）岸本社長の再任に“物言う株主”から「反対」の集中砲火”. 日刊ゲンダイDIGITAL. pp. 1-2. 2023年7月19日閲覧。
22. ↑  “クスリのアオキＨＤ株主総会、会社提案を可決 香港ファンド提案すべて否決”. ロイター通信. (2023年8月17日) 2023年8月20日閲覧。
23. ↑  “オアシスが10%超保有 ドローンのACSLの筆頭株主に”. 日本経済新聞 (2023年12月4日). 2023年12月5日閲覧。
24. ↑  久保信博、山崎牧子 (2024年2月26日). “オアシス、ＮＥＣの応募差し止めを申し立て 航空電子の自社株買い”. ロイター通信 2024年2月27日閲覧。
25. ↑  “香港の投資ファンド、調剤薬局・アインＨＤの株式を大量取得「重要提案を行うことがある」”. 読売新聞 (2024年3月6日). 2024年3月7日閲覧。
26. ↑  照喜納明美、佐野日出之 (2024年4月8日). “オアシスＣＩＯ、花王はグローバルリーダーに－同社株３％以上保有”. Bloomberg.com. 2024年4月8日閲覧。
27. ↑  日本放送協会 (2024年7月24日). “香港の投資ファンド 小林製薬の株式5％余りを取得”. NHKニュース. 2024年7月25日閲覧。
28. ↑  “投資ファンドのオアシス、パソナ株を5.02%保有”. 日本経済新聞 (2024年7月29日). 2024年7月30日閲覧。
29. ↑  “投資ファンドのオアシス、セーレン株を6.28%保有”. 日本経済新聞 (2024年9月6日). 2024年9月9日閲覧。
30. ↑  伊藤歩 (2023年4月28日). “｢安すぎた｣ファミマTOB､伊藤忠との攻防の全内幕”. 東洋経済新報. p. 1. 2023年6月22日閲覧。
31. ↑  谷口崇子、Min Jeong Lee (2023年6月14日). “オアシスＣＩＯ、ツルハＨＤに社外取選任の株主提案－今後統合提案も”. Bloomberg.com. 2023年6月22日閲覧。
32. ↑  週刊現代 (2023年8月18日). “日本企業を荒らす外資系ファンド「オアシス」…その“情報統括役員”の「ヤバすぎる経歴」”. マネー現代.   講談社. p. 1. 2023年8月20日閲覧。
33. ↑  山崎牧子 (2024年2月12日). “大正製薬のＭＢＯ、オアシスが「安すぎる」と反対”. ロイター通信 2024年2月21日閲覧。